# Diclidophlebia xuani
Diclidophlebia xuani är en insektsart som beskrevs av Messi 1998. Diclidophlebia xuani ingår i släktet Diclidophlebia och familjen rundbladloppor. Inga underarter finns listade i Catalogue of Life.